# Sekundærrute 184
Sekundærrute 184 er en rutenummereret landevej i Sydjylland.
Ruten går fra Brande via Arnborg og Lind til Herning.
Rute 184 følger den gamle primærrute 18 mellem Give og Holstebro de steder hvor rute 18 er udbygget til motorvej eller motortrafikvej. Ruten fortsætter i syd i rute 176.
Rute 184 har en længde på ca. 32 km.